# Stazione di San Severino Marche
La stazione di San Severino Marche è una stazione ferroviaria posta sulla linea Civitanova Marche-Fabriano. Serve il centro abitato di San Severino Marche.